# Иодная кислота
Ио́дная кислота́ или периодная кислота, высшая оксокислота йода, в которой йод находится в степени окисления +7. Существует в двух формах {\displaystyle {\ce {HIO4}}} — метапериодная кислота и гексаоксоиодат (VII) водорода, или ортопериодная кислота {\displaystyle {\ce {H5IO6}}} или {\displaystyle {\ce {HIO4.2H2O}}} — слабая неорганическая кислота, гигроскопичное кристаллическое вещество.

## Свойства
Иодная кислота хорошо растворима в воде. В водном растворе ортопериодная кислота {\displaystyle {\ce {H5IO6}}} — слабая кислота и последовательно диссоциируется на ионы:
{\displaystyle {\ce {H5IO6<=>H4IO6^{-}{}+H+,~~pKa=3{,}29}}};
{\displaystyle {\ce {H4IO6^{-}<=>H3IO6^{2-}{}+H+,~~pKa=8{,}31}}};
{\displaystyle {\ce {H3IO6^{2-}<=>H2IO6^{3-}{}+H+,~~pKa=11{,}60}}}.
По другим данным Ka1 = 2,45⋅10−2, pKa1=1,61; Ka2 = 4,3⋅10−9,pKa2=8,37; Ka3 = 10−15, pKa3 = 15; при температуре 25 °С. Константа кислотной диссоциации метапериодной кислоты не определена.
В растворах существует ряд гидратов состава {\displaystyle {\ce {mHIO4.nH2O,}}} которые можно рассматривать как представителей ряда многоосновных кислот {\displaystyle {\ce {H3IO5,}}} {\displaystyle {\ce {H4I2O9,}}} {\displaystyle {\ce {H5IO6}}} и т. д. Их устойчивость зависит от концентрации раствора. В ионе {\displaystyle {\ce {IO6^{5-}}}} достигается характерное для элементов 5-го периода координационное число по кислороду равное шести; ион {\displaystyle {\ce {IO6^{5-}}}} имеет октаэдрическую структуру (длина связи {\displaystyle {\ce {I-O}}} равна 185 нм).
Кислотные свойства {\displaystyle {\ce {HIO4}}} выражены несравненно слабее, чем у {\displaystyle {\ce {HClO3,}}} в то время как она проявляет более сильные окислительные свойства(окислительный потенциал {\displaystyle {\ce {E0}}} системы {\displaystyle {\ce {HIO4/HIO3>}}} 1,64 В. Отвечающий кислоте ангидрид неизвестен. При нагревании {\displaystyle {\ce {HIO4}}} разлагается по уравнению:
{\displaystyle {\ce {2 HIO4 -> H2O + I2O5 + O2}}}.

## Получение
Иодную кислоту можно получить действием хлорной кислоты на иод в присутствии катализатора:
{\displaystyle {\ce {2 HClO4 + I2 -> 2 HIO4 + Cl2}}}.
В промышленных условиях получают электрохимически окислением иодата натрия на аноде из {\displaystyle {\ce {PbO2}}} в щелочном растворе.

## Периодаты
В зависимости от условий реакции (концентрация, рН) иодная кислота образует ряд солей, содержащих разные ионы: {\displaystyle {\ce {IO6^{5-}}}}, {\displaystyle {\ce {IO5^{3-}}}}, {\displaystyle {\ce {IO4^-}}} и {\displaystyle {\ce {I2O9^{4-}}}} — называемые соответственно орто-, мезо-, мета- и дипериодаты.
Соли иодной кислоты (периодаты) являются сильными окислителями, при нагревании разлагаются с выделением кислорода и иодида:
{\displaystyle {\ce {NaIO4 -> NaI + 2 O2}}}.
Периодаты могут быть получены окислением иодатов в щелочной среде сильными окислителями, например хлором:
{\displaystyle {\ce {NaIO3 + 2 NaOH + Cl2 -> NaIO4 + 2 NaCl + H2O}}}.

## Применение
Иодная кислота и её соли применяются в аналитической химии как окислители и при анализе молекулярной структуры углеводов.
Иодную кислоту или её соли также используют для окислительного расщепления вицинальных диолов до альдегидов. Последовательная обработка алкенов {\displaystyle {\ce {OsO4}}} и {\displaystyle {\ce {NaIO4}}} (реакция Малапрада) применяется в современном органическом синтезе для окисления алкенов до альдегидов (на первой стадии образуется вицинальный диол, на второй он расщепляется).